# Gran Vía (canción)
«Gran Vía» es una canción del intérprete español Quevedo en colaboración con la cantautora española Aitana lanzada el 22 de noviembre de 2024 como un tema dentro de Buenas noches, el segundo álbum de estudio del cantante canario.

## Antecedentes y composición
La canción marca la primera colaboración entre Quevedo y Aitana. El 31 de marzo de 2023, el cantante mostró un adelanto de esta canción en un directo de la red social Instagram junto a su productor habitual BlueFire (David Hernandez García), y confirmó que formaría parte de su próximo álbum. En dicho directo, se colaron por error unos segundos donde se escuchaba la voz de Aitana, dándose a entender que sería una colaboración entre ambos.
El 20 de octubre de 2023, la cantante catalana confirmó la existencia de este tema cuando contestó a una pregunta de un periodista en un concierto, afirmando: «yo espero que [salga] pronto. Ya os contará él, es algo más de él». Finalmente, la canción fue lanzada con el álbum en general, el 22 de noviembre de 2024, ya que no realizó publicación de sencillos antes de la fecha de estreno del disco.
El tema fue compuesto por ambos artistas, junto con los productores del propio disco: David Hernández García (BlueFire), Giovanny Javier Chasiloa (Gio) y Javier Falquet (Garabatto); además de los compositores con los que suele trabajar Aitana: Andrés Torres y Mauricio Rengifo. La apuesta del tema se decanta por el synthwave.

## Recepción
El tema debutó como la canción más reproducida del disco y de España en general en plataformas digitales como Spotify, Apple Music o YouTube. Además de entrar en las listas de varios países latinoamericanos en las mismas plataformas musicales. Alcanzó el primer puesto entre los sencillos más vendidos, en la semana posterior a su lanzamiento, manteniéndose durante un par de semanas.
El 25 de enero de 2025, obtuvo la cima de la lista de los números uno de LOS40.

## Formatos
| Descarga digital |            |          |  |
| N.º              | Título     | Duración |  |
| 1.               | «Gran Vía» | 3:33     |  |

## Posicionamiento en las listas

### Semanales
| Listas (2024)           | Mejor posición |
| ----------------------- | -------------- |
| España (PROMUSICAE)     | 1              |
| España (Lista de Los40) | 1              |

### Certificaciones
| País   | Organismo certificador | Certificación | Ventas certificadas | Ref.   |
| ------ | ---------------------- | ------------- | ------------------- | ------ |
| España | PROMUSICAE             | 3x Platino    | 180 000             | [ 10 ] |